# Pasaje Jouffroy
El pasaje Jouffroy es un pasaje cubierto en París, situado en el IX Distrito, entre el Bulevar Montmartre al sur y la calle de la Grange-Batelière al norte.

## Situación y acceso
El pasaje Jouffroy es un pasaje cubierto en el sur del IX distrito de París, en el límite con el II Distrito. Comienza en el sur, entre el número 10 y el 12 del bulevar Montmartre, y termina en el norte, en el 9 de la calle de la Grange-Batelière.
Cada pasaje tiene unos 140 m de largo y 4 m de ancho. A unos 80 m de su inicio en el bulevar Montmartre, el pasaje gira en ángulo recto y recorre unos metros hacia el oeste bajando unas escaleras. A continuación, se dirige de nuevo al norte hasta llegar a la calle de la Grange-Batelière. Este doble desnivel en forma de "L" compensa un pequeño desnivel en el último tramo, impuesto por la configuración irregular de las tres parcelas sobre las que se construyó el paso. Esta última parte del pasaje es particularmente estrecha, dejando sólo espacio para el pasillo y una tienda.
El pasaje de los Panoramas se abre en la continuación del pasaje Jouffroy al otro lado del bulevar Montmartre. El pasaje Verdeau hace lo mismo en el otro lado, tras cruzar la calle de la Grange-Batelière.
El suelo está pavimentado con un motivo geométrico compuesto de cuadrados blancos, grises y negros Está cubierto por un tragaluz de metal y vidrio. Un reloj estucado domina el pasaje.

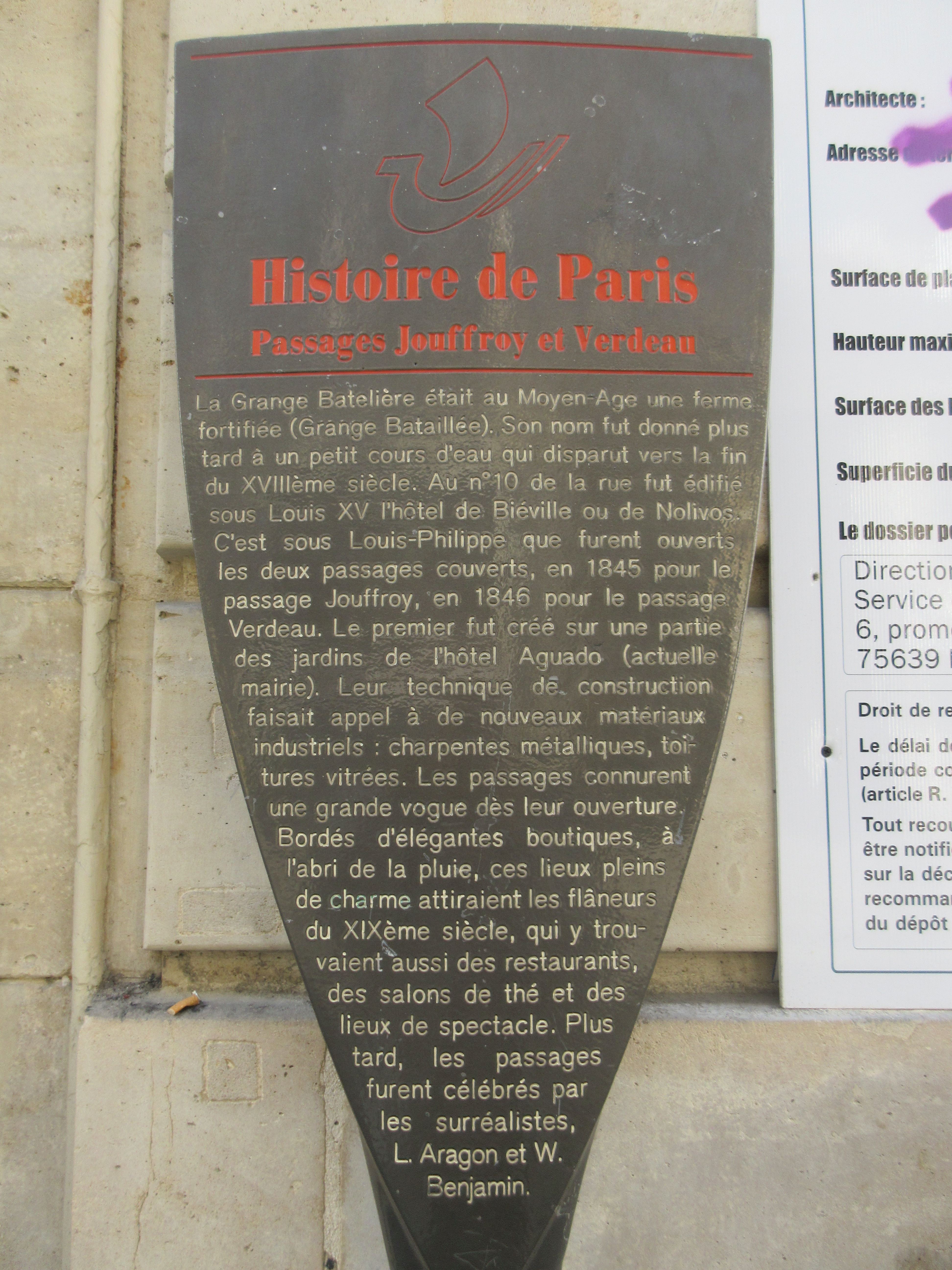
Cartel Historia de París. Pasajes Jouffroy y Verdeau

Las estaciones de metro más cercanas son Grandes Boulevards (líneas 8 y 9), a 100 m al este subiendo por el bulevar Montmartre, y Richelieu - Drouot (mismas líneas), a 130 m al oeste.

## Origen del nombre
Lleva el nombre de Félix de Jouffroy-Gonsans (1791-1863), propietario de los terrenos en los que se sitúa el pasaje.

## Historia
El pasaje Jouffroy se construyó en 1836 como prolongación del pasaje de los Panoramas, para aprovechar la popularidad de este último. Se constituyó una sociedad privada para su gestión, presidida por el conde Félix de Jouffroy-Gonsans, que legó su nombre al pasaje, y el señor Verdeau, que dejó su nombre al pasaje construido como prolongación de éste, el pasaje Verdeau. El pasaje fue construido por los arquitectos François-Hippolyte Destailleur y Romain de Bourges.
El pasaje Jouffroy es testigo de la importante evolución tecnológica del siglo XIX y del dominio de las estructuras de hierro; es el primer pasaje parisino construido íntegramente en metal y vidrio. Solo los elementos decorativos son de madera. También es el primer pasaje con calefacción por suelo radiante.
A principios de la década de 1880, Arthur Meyer, fundador del periódico Le Gaulois, se asoció con el caricaturista Alfred Grévin para crear una galería de figuras de cera en un terreno adyacente al pasaje. Se inauguró el 10 de enero de 1882 y desde entonces toma el nombre de Museo Grévin. La salida del museo, decorada con diversas figuras, se encuentra en el pasillo y contribuyó en gran medida a su éxito. Sin embargo, a principios del siglo XX, el Pasaje disminuyó su popularidad y estuvo a punto de ser demolido en 1912. En 1932 se modernizó y se equipó con rampas eléctricas.
En 1974 el pasaje fue catalogado como monumento histórico. Fue completamente renovado en 1987 y recuperó su pavimento original. En 2019 se sometió a una nueva renovación, incluyendo la restauración completa de las fachadas interiores, incluida la del famoso Museo Grévin. Para esta restauración de un edificio catalogado en un solar ocupado, el Departamento de Patrimonio de A26, en colaboración con AFCB Aménagement, programó seis fases de trabajo: carpinteros, pintores decorativos y electricistas. Todas estas renovaciones son testimonio de un programa preciso que situaba los pasajes parisinos como una ofrenda urbana.
Es posible encontrar tiendas de recuerdos, librerías, jugueterías, restaurantes y un hotel.

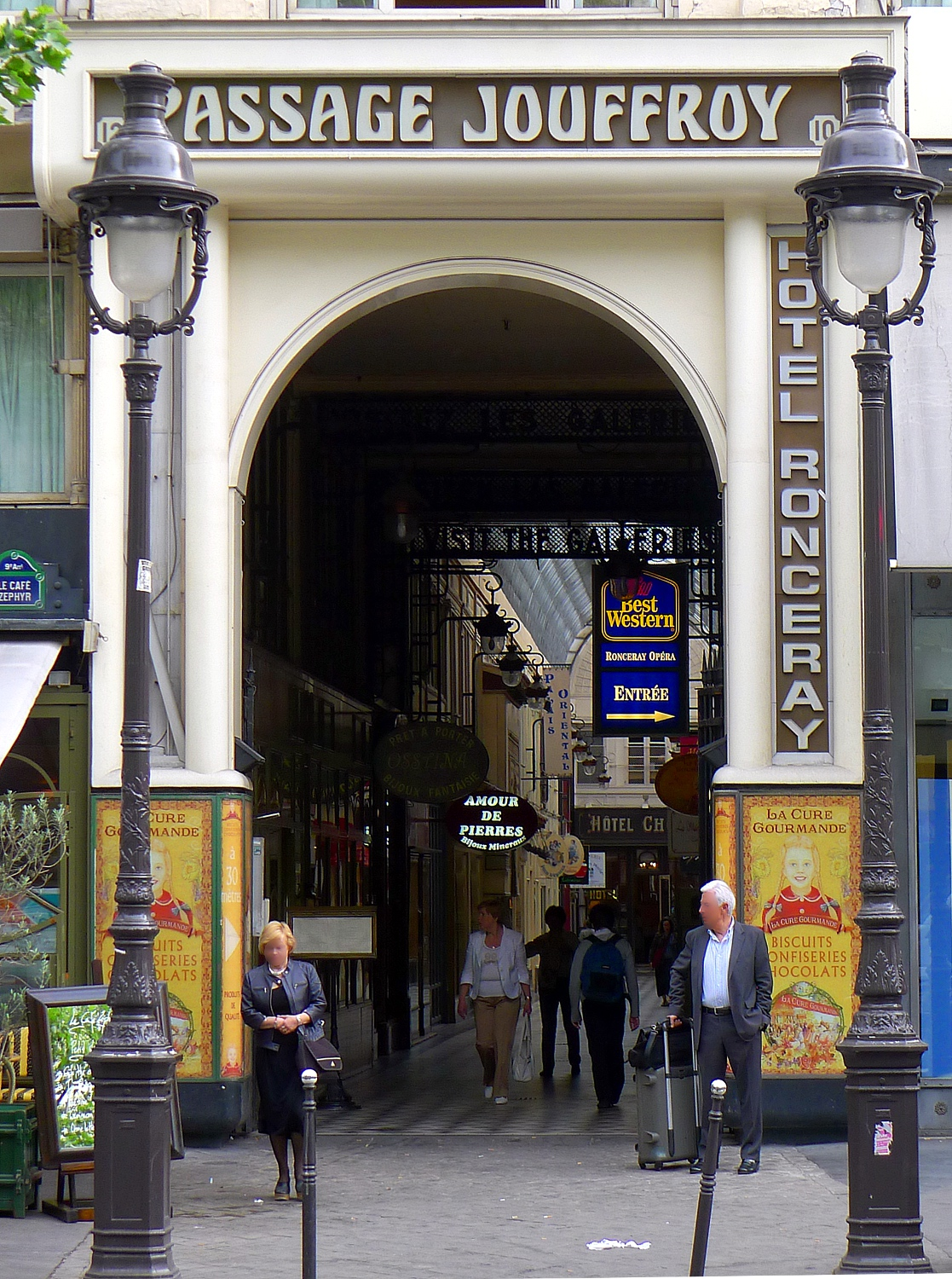
Entrada lado bulevar Montmartre
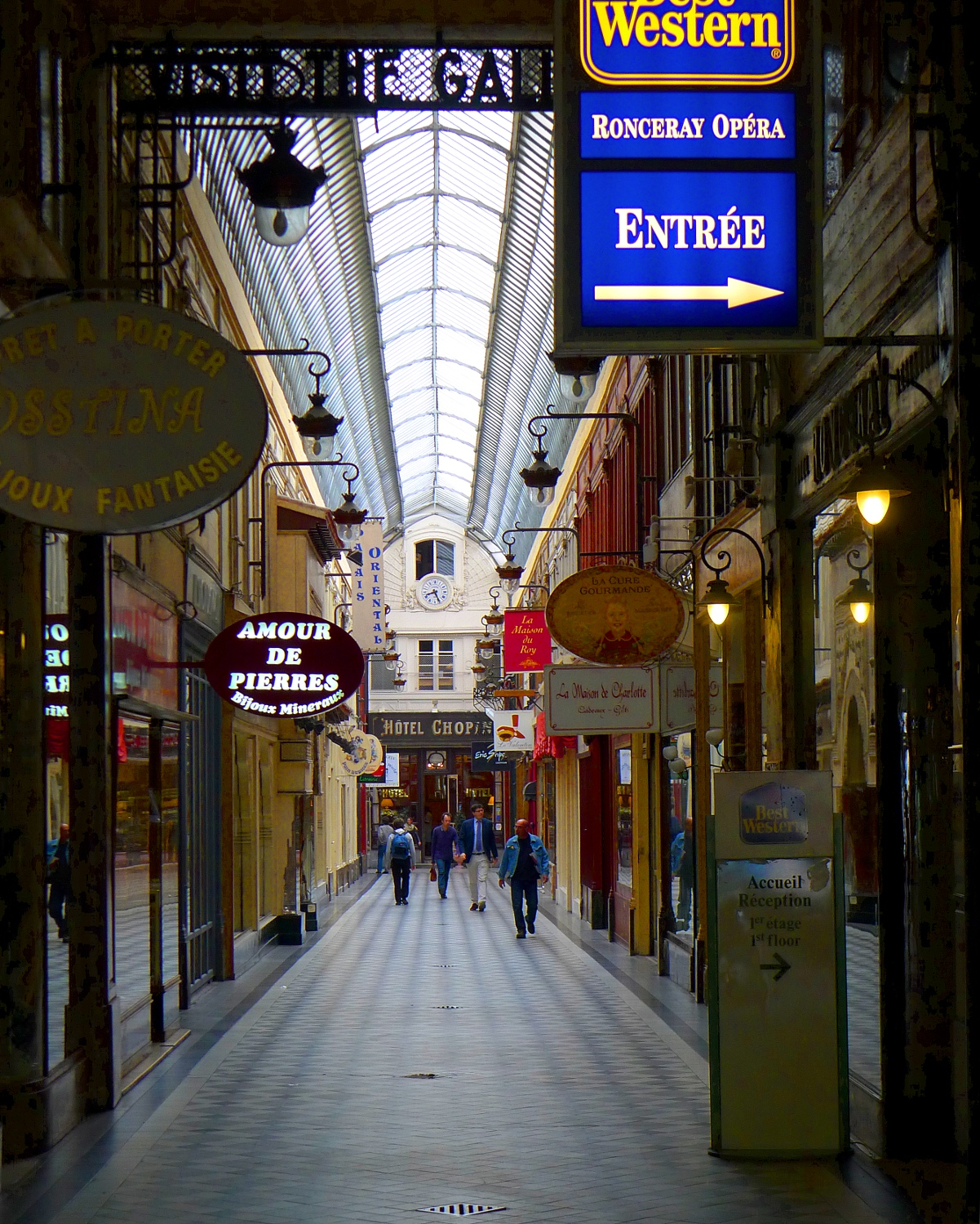
Cúpula
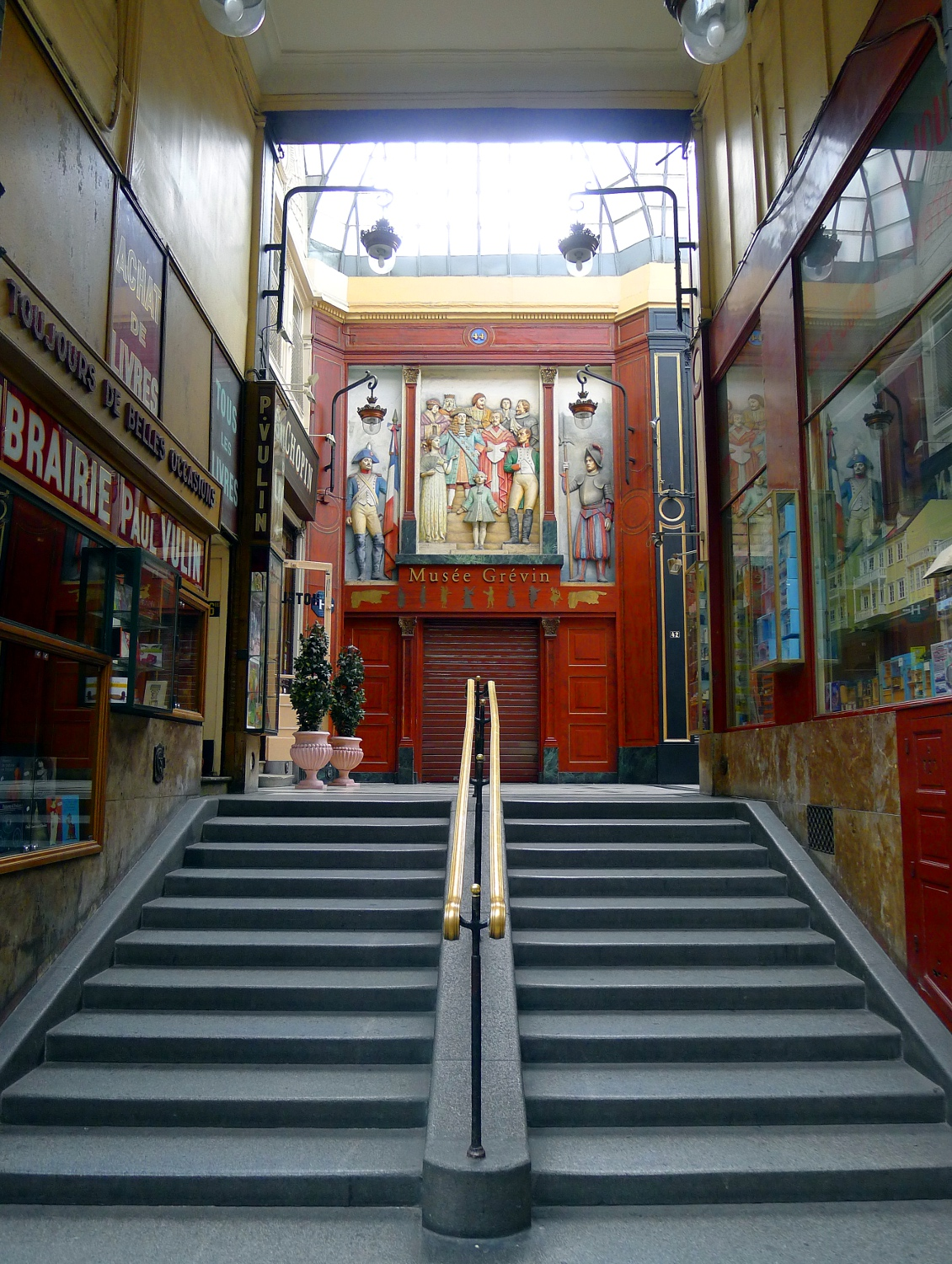
Entrada del museo Grévin